# 茲馬漢尼亞 (赫爾松州)
46°50′37″N 34°40′6″E / 46.84361°N 34.66833°E
茲馬漢尼亞（羅馬化：Zmahannia）是位於烏克蘭南部的村莊，由赫爾松州海尼切斯克區的下錫羅霍濟市鎮負責管轄。該村面積40.2平方公里，海拔高度53米，2001年人口207，人口密度每平方公里5.15人。